# Tratado de Londres (1864)

En azul la situación de las islas respecto a las fronteras actuales de Grecia. Las islas formaron el protectorado británico de los Estados Unidos de las Islas Jónicas desde 1815 y fueron transferidas al Reino de Grecia en 1864.

El Tratado de Londres de 1864 fue un pacto que firmaron en la capital británica el Reino Unido, Francia, Imperio Ruso, Austria-Hungría, Prusia y Reino de Grecia el 29 de marzo de ese año. Junto con el anterior tratado homónimo del 14 de noviembre del año anterior, comportó la cesión británica de las islas Jónicas a Grecia que, a cambio, debía mantenerlas indefensas y neutrales en futuros conflictos. Las potencias firmantes se hacían garantes de la neutralidad de las islas.
La neutralidad de las islas se respetó en los conflictos de 1886 (bloqueo por parte de las potencias de la costa griega), 1897 (bloqueo griego de la costa en la guerra con el Imperio otomano), 1912-1913 (guerras de los Balcanes), pero no en la Primera Guerra Mundial (cuando fue ocupada por los Aliados) ni en 1923 (cuando la ocupó Italia durante el Incidente de Corfú).

## Contexto

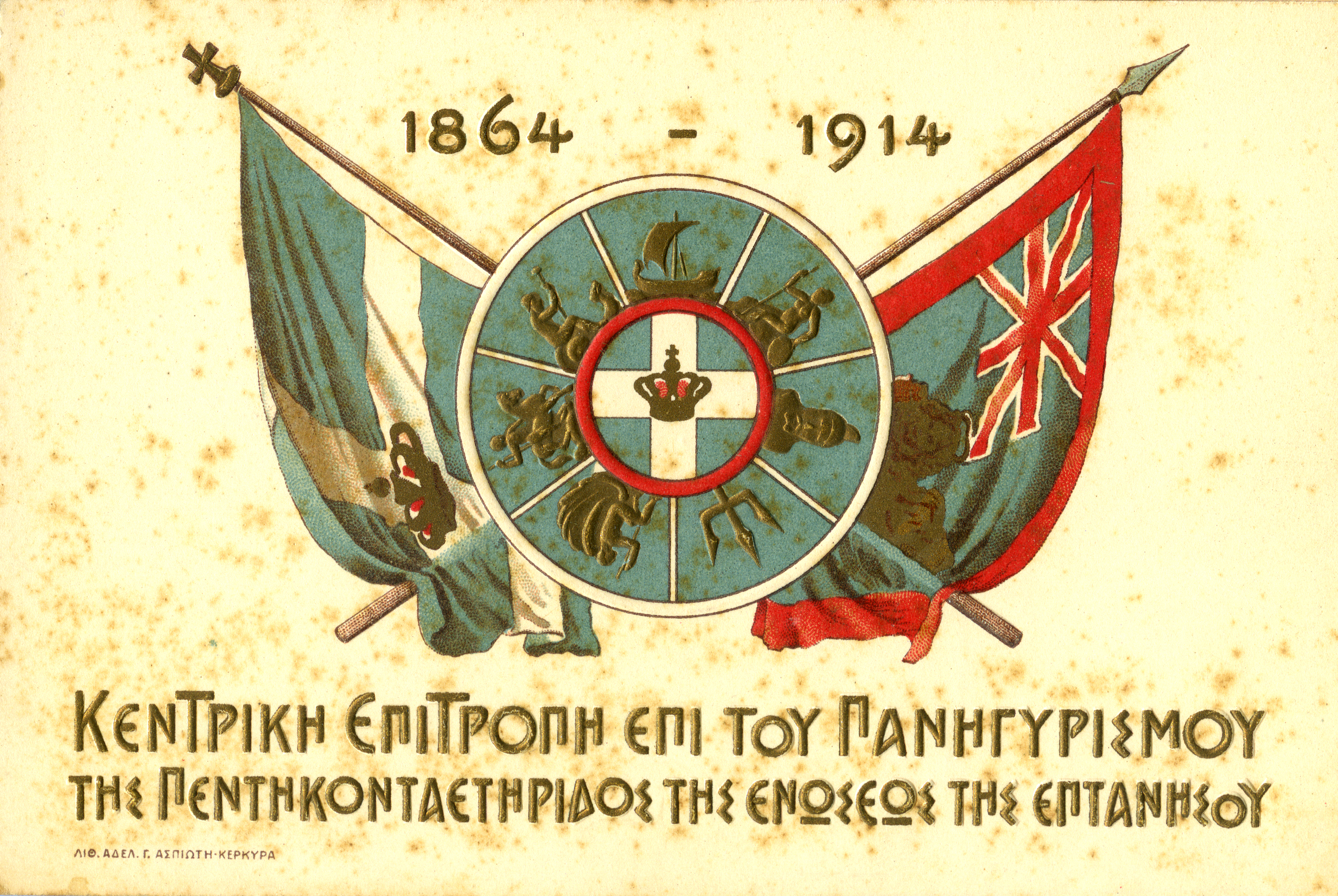
Tarjeta postal de 1914 con motivo del cincuentenario de la unión de las Islas Jónicas con Grecia

Situación de Grecia, antes del Tratado de Londres de 1864: Reino de Grecia Imperio otomano Eyalato de Egipto Estados Unidos de las Islas Jónicas Principado de Samos

Expansión del Reino de Grecia, del cual la incorporación de las Islas Jónicas fueron la primera ganancia territorial.

Desde que Grecia se independizó del Imperio Otomano en 1832, la gente de las islas Jónicas había presionado por la enosis con Grecia. El estadista británico William Ewart Gladstone recorrió las islas y recomendó que, teniendo ya la colonia de Malta Británica, entregar las islas a Grecia no perjudicaría el interés del Imperio Británico. El gobierno británico se resistió, ya que, al igual que antes los venecianos, encontraron que las islas constituían útiles bases navales. También consideraban al rey de Grecia, nacido en Baviera, el rey Otón, como antipático con Gran Bretaña. Sin embargo, en 1862 Otón fue depuesto en un golpe de Estado por la Gran Asamblea Nacional y un nuevo rey de origen danés, Jorge I de Grecia, fue elegido en su lugar. 
En una reunión del gabinete en 1862, el canciller británico Palmerston decidió ceder las islas a Grecia. Esta política también fue favorecida por la reina Victoria del Reino Unido. El razonamiento práctico fue que el mantenimiento de la propiedad en el área era demasiado caro. Además, las islas no tenían una gran importancia estratégica; el Imperio Británico aún mantendría una presencia estratégica en el Mediterráneo desde la isla de Malta. También probablemente pudo ser una maniobra inglesa para aumentar sus apoyos en Grecia como contrapeso al recién establecido Reino de Italia, que tenía intereses por la zona.
La decisión de ceder las islas también estuvo influenciada por el acceso al trono griego del príncipe danés Jorge, un anglófilo comprometido. De hecho, en un referéndum en noviembre de 1862, los griegos habían elegido al segundo hijo de la reina Victoria, el príncipe Alfred, como su rey, en parte con la esperanza de recibir las Islas Jónicas.
Después de largas negociaciones con Grecia, el delegado griego Charilaos Trikoupis firmó el Tratado de Londres el 29 de marzo de 1864. El 2 de mayo de 1864, los británicos partieron y las islas Jónicas se convirtieron en tres provincias del Reino de Grecia, aunque Gran Bretaña retuvo el uso del puerto en Corfú. Esta entrega puede verse como el primer ejemplo de descolonización voluntaria por parte de Gran Bretaña.
Para Grecia la incorporación de las Islas Jónicas fueron la primera de varias ganancias territoriales hasta 1947.